# 马扎劳塔德
马扎劳塔德（匈牙利語：Magyaratád）是匈牙利绍莫吉州所辖的一个村。总面积18.82平方公里，总人口863，人口密度45.9人/平方公里（2011年1月1日）。